# ノクスノベルス
ノクスノベルスは、フロンティアワークスが発行・発売していた日本のジュブナイルポルノおよびライトノベルノベルスのレーベル。毎月12日頃発売。

## 特徴
本レーベルは、ライトノベルを卒業した20代後半〜50代の男性を対象とした「ライト文芸」レーベルを自称しているものの、小説家になろうのサブレーベルのうちノクターンノベルズ（男性向け18禁小説）、ミッドナイトノベルズ（官能小説ではない男性向け18禁小説）に掲載されている作品の書籍化を行っており、扱っているジャンルの傾向的にも「新文芸」的なレーベルである。なお、2018年以降は、小説家になろう本体からの書籍化作品も登場している。
挿絵に裸体はあるものの性行為や性器は描かれていないが、前述のように官能表現を扱う18禁小説サイトからの作品が多く（全てではない）、それらはジュブナイルポルノとして見做される。
ただし、そのように掲載元サイトの方針もあって、性表現や暴力表現にも寛容ではあるが、フロンティアワークスの上田昌一郎はこれらの描写については世界観を描写するための手段の一つだとしており、それらがメインになることはないとダ・ヴィンチとのインタビューの中で述べている。
購入者が手に取りやすいよう装丁やキャッチコピーは往年のライトノベルを思わせるものとなっているほか、世界観を伝えやすくするため、カバーにはキャラクターだけでなく、背景やアイテムなども描かれている。
設立の目的について上田は、「ライト文芸のレーベルが増える中で、読者の奪い合いをするよりも、新しい価値・ジャンルを立ち上げて確立させた方がよいと判断した」と前述のインタビューの中で述べているが、ライト文芸の言葉が意味する内容が曖昧な時期の発言である。

## メディア展開
ゲーム化
『ゾンビのあふれた世界で俺だけが襲われない』『クラス転移で俺だけハブられたので、同級生ハーレム作ることにした』が、アダルトゲームになった。ジャンルはビジュアルノベルで、文章は書籍版とさほど変わらない。
漫画化
『Ａランク冒険者のスローライフ』『クラス転移で俺だけハブられたので、同級生ハーレム作ることにした』がWEBコミックアクション内のモンスターコミックス、『ゾンビのあふれた世界で俺だけが襲われない』『信長の妹が俺の嫁』『緋天のアスカ』『俺が淫魔術で奴隷ハーレムを作る話』がCOMICらぐちゅうで連載された。一般向けの媒体での連載なので、性的描写はあるものの成年向けになるような範囲を越えない程度に幾分か抑えられている。

## 作品一覧
※ノクターン…ノクターンノベルズからの書籍化
※ミッドナイト…ミッドナイトノベルズからの書籍化
※ なろう…小説家になろうからの書籍化
※ N-Star…小説家になろう公式コンテンツで無料WEB小説雑誌『N-Star』からの書籍化
※ 暁…『暁～小説投稿サイト～』からの書籍化

### あ行
| タイトル                         | 著者          | イラスト   | 巻数 | 備考       |
| -------------------------------- | ------------- | ---------- | ---- | ---------- |
| Aランク冒険者のスローライフ      | 錬金王        | 葉山えいし | 3巻  | ノクターン |
| 紅き血に口づけを                 | りょうと かえ | ながれぼし | 2巻  | なろう     |
| 俺が淫魔術で奴隷ハーレムを作る話 | 黒水蛇        | 誉         | 1巻  | ノクターン |
| NPCと暮らそう！                  | 惰眠          | ぐすたふ   | 2巻  | ノクターン |

### か行
| タイトル                                                       | 著者       | イラスト | 巻数 | 備考       |
| -------------------------------------------------------------- | ---------- | -------- | ---- | ---------- |
| クラス転移で俺だけハブられたので、同級生ハーレム作ることにした | 新双ロリス | 夏彦     | 3巻  | ノクターン |

### さ行
| タイトル                                 | 著者       | イラスト | 巻数 | 備考         |
| ---------------------------------------- | ---------- | -------- | ---- | ------------ |
| ゾンビのあふれた世界で俺だけが襲われない | 裏地ろくろ | サブロー | 3巻  | ノクターン   |
| 精力が魔力に変換される世界に転生しました | 紳士       | 東西     | 2巻  | ミッドナイト |
| 草原の掟                                 | 名はない   | AOS      | 2巻  | ノクターン   |
| 最弱種族の俺が魔王ガチャで引かれる確率   | 天那光汰   | 218      | 1巻  | N-Star       |

### た行
| タイトル               | 著者         | イラスト | 巻数 | 備考       |
| ---------------------- | ------------ | -------- | ---- | ---------- |
| 徳川料理人の事件簿     | 井の中の井守 | 天音るり | 1巻  | N-Star     |
| ダンジョンクリエイター | ヴィヴィ     | 雛咲葉   | 2巻  | ノクターン |

### な行
| タイトル         | 著者         | イラスト         | 巻数 | 備考       |
| ---------------- | ------------ | ---------------- | ---- | ---------- |
| 信長の妹が俺の嫁 | 井の中の井守 | 山田の性活が第一 | 5巻  | ノクターン |

### は行
| タイトル                        | 著者     | イラスト | 巻数    | 備考                                                           |
| ------------------------------- | -------- | -------- | ------- | -------------------------------------------------------------- |
| 分身スキルで100人の俺が無双する | 九頭七尾 | B-銀河   | 2巻完結 | なろう版がベースとなっているが、主人公設定はノクターン版に準拠 |
| 冒険者Aの暇つぶし               | 花黒子   | ここあ   | 2巻     | ミッドナイト                                                   |
| 緋天のアスカ                    | 天那光汰 | 218      | 3巻完結 | ノクターン                                                     |

### ま行
| タイトル             | 著者     | イラスト | 巻数    | 備考       |
| -------------------- | -------- | -------- | ------- | ---------- |
| マッサージ師、魔界へ | どっぐす | 木村寧都 | 2巻完結 | 暁         |
| 迷宮のアルカディア   | 百均     | 植田亮   | 2巻     | ノクターン |

### ら行
| タイトル                                                                               | 著者               | イラスト   | 巻数 | 備考   |
| -------------------------------------------------------------------------------------- | ------------------ | ---------- | ---- | ------ |
| レア特性（スキル）【絶倫】を会得したので、サキュバス達の集落でハーレムを築くことにした | 落合祐輔、雨宮ユウ | 翠野タヌキ | 1巻  | なろう |

## アニメ化作品
| 作品                                     | 放送年 | アニメーション制作 | 備考 |
| ---------------------------------------- | ------ | ------------------ | ---- |
| ゾンビのあふれた世界で俺だけが襲われない | 2026年 | 未公表             |      |